# 光叶山刺玫
光叶山刺玫（学名：Rosa davurica var. glabra）为蔷薇科蔷薇属下的一个变种。

## 扩展阅读
- 維基物種上的相關：光叶山刺玫